# العلاقات البوليفية النيكاراغوية
العلاقات البوليفية النيكاراغوية هي العلاقات الثنائية التي تجمع بين بوليفيا ونيكاراغوا.

## مقارنة بين البلدين
هذه مقارنة عامة ومرجعية للدولتين:
| وجه المقارنة                                              | بوليفيا                                          | نيكاراغوا        |
| --------------------------------------------------------- | ------------------------------------------------ | ---------------- |
| المساحة (كم2)                                             | 1.10 مليون                                       | 130.38 ألف       |
| عدد السكان (نسمة)                                         | 11.05 مليون                                      | 6.22 مليون       |
| الكثافة السكانية (ن./كم²)                                 | 10.05                                            | 47.71            |
| العاصمة                                                   | سوكري، لاباز                                     | ماناغوا          |
| اللغة الرسمية                                             | اللغة الإسبانية، اللغة الأيمرية، كتشوا، غوارانية | اللغة الإسبانية  |
| العملة                                                    | بوليفاريو بوليفي                                 | كوردبا نيكاراغوا |
| الناتج المحلي الإجمالي (بليون دولار)                      | 37.51 مليار                                      | 13.81 مليار      |
| الناتج المحلي الإجمالي (تعادل القوة الشرائية) بليون دولار | 74.58 مليار                                      | 31.63 مليار      |
| الناتج المحلي الإجمالي الاسمي للفرد دولار أمريكي          | 3.08 ألف                                         | 2.09 ألف         |
| الناتج المحلي الإجمالي للفرد دولار أمريكي                 | 6.63 ألف                                         | 4.92 ألف         |
| مؤشر التنمية البشرية                                      | 0.662                                            | 0.631            |
| رمز المكالمات الدولي                                      | +591                                             | +505             |
| رمز الإنترنت                                              | .bo                                              | .ni              |
| المنطقة الزمنية                                           | 00                                               | 00               |

## منظمات دولية مشتركة
يشترك البلدان في عضوية مجموعة من المنظمات الدولية، منها:
| علم المنظمة | اسم المنظمة                                                          | تاريخ انضمام بوليفيا | تاريخ انضمام نيكاراغوا |
| ----------- | -------------------------------------------------------------------- | -------------------- | ---------------------- |
|             | الاتحاد البريدي العالمي                                              | ?                    | ?                      |
|             | مؤسسة التنمية الدولية                                                | 21 يونيو 1961        | 30 ديسمبر 1960         |
|             | منظمة حظر الأسلحة الكيميائية                                         | ?                    | ?                      |
|             | منظمة التجارة العالمية                                               | 12 سبتمبر 1995       | ?                      |
|             | الأمم المتحدة                                                        | 14 نوفمبر 1945       | 24 أكتوبر 1945         |
|             | وكالة ضمان الاستثمار متعدد الأطراف                                   | 3 أكتوبر 1991        | 12 يونيو 1992          |
|             | منظمة الشرطة الجنائية الدولية                                        | ?                    | ?                      |
|             | مؤسسة التمويل الدولية                                                | 20 يوليو 1956        | 20 يوليو 1956          |
|             | البنك الدولي للإنشاء والتعمير                                        | 27 ديسمبر 1945       | 14 مارس 1946           |
|             | الاتحاد الدولي للاتصالات                                             | 1 يونيو 1907         | 12 مايو 1926           |
|             | وكالة حظر الأسلحة النووية في أمريكا اللاتينية ومنطقة البحر الكاريبي ‏ | ?                    | ?                      |
|             | يونسكو                                                               | 13 نوفمبر 1946       | 22 فبراير 1952         |

## وصلات خارجية
- موقع وزارة الخارجية البوليفية
- موقع وزارة الخارجية النيكاراغوية